# Codex de Vienne (Bécs)
Le Codex de Vienne ou Codex de Bécs, est une collection des premières traductions hongroises disponibles de la Bible. Il constitue une partie de la Bible hussite du XVe siècle. Un tiers de l'ouvrage est rédigé dans une  écriture bâtarde. Il est conservé à la Bibliothèque nationale Széchényi à Budapest, en Hongrie.
Il compte 162 pages, chacune mesurant 216 sur 142 millimètres. Il comprend la traduction des livres suivants : Ruth, Judith, Esther, Deuxième Livre des Maccabées, Baruch, Daniel et les Petits prophètes.